# Jeorjos Pikilidis
Jeorjos Pikilidis (gr. Γεώργιος Ποικιλίδης; ur. 30 października 1961) – grecki zapaśnik walczący w obu stylach. Trzykrotny olimpijczyk. Czwarty w Los Angeles 1984 w stylu klasycznym i szósty w stylu wolnym. Czwarty w Moskwie 1980 i ósmy w Seulu 1988 w stylu klasycznym. Startował w kategorii 90–100 kg.
Trzykrotny uczestnik mistrzostw świata; czwarty w 1983. Piąty na mistrzostwach Europy w 1983 i 1986. Triumfator igrzysk śródziemnomorskich w 1987, drugi w 1983 i trzeci w 1979. Drugi na MŚ juniorów w 1979 roku.
Brat Panajotisa Pikilidisa, zapaśnika i olimpijczyka z Los Angeles 1984, Barcelony 1992 i Atlanty 1996.
- Turniej w Moskwie 1980

Pokonał Oldřicha Dvořáka z Czechosłowacji, a przegrał z Romanem Bierłą i Jugosłowianinem Refikiem Memiševiciem.
- Turniej w Los Angeles 1984 – styl wolny

Pokonał Oumara Samba Sy z Mauretanii i Szweda Karla Gustavssona, a dwukrotnie przegrał z Josephem Atiye z Syrii.
- Turniej w Los Angeles 1984

Zwyciężył Franza Pitschmanna z Austrii i Szweda Karla Gustavssona. Przegrał z Rumunem Vasile Andrei i Jugosłowianinem Jožefem Terteim.
- Turniej w Seulu 1988

Wygrał z Sambą Adamą z Mauretanii, Francuzem Jeanem-François Courtem i Kamalem Ibrahimem z Egiptu. Przegrał z Christerem Gulldénem ze Szwecji i Bułgarem Atanasem Komszewem.